# 알코올 연료

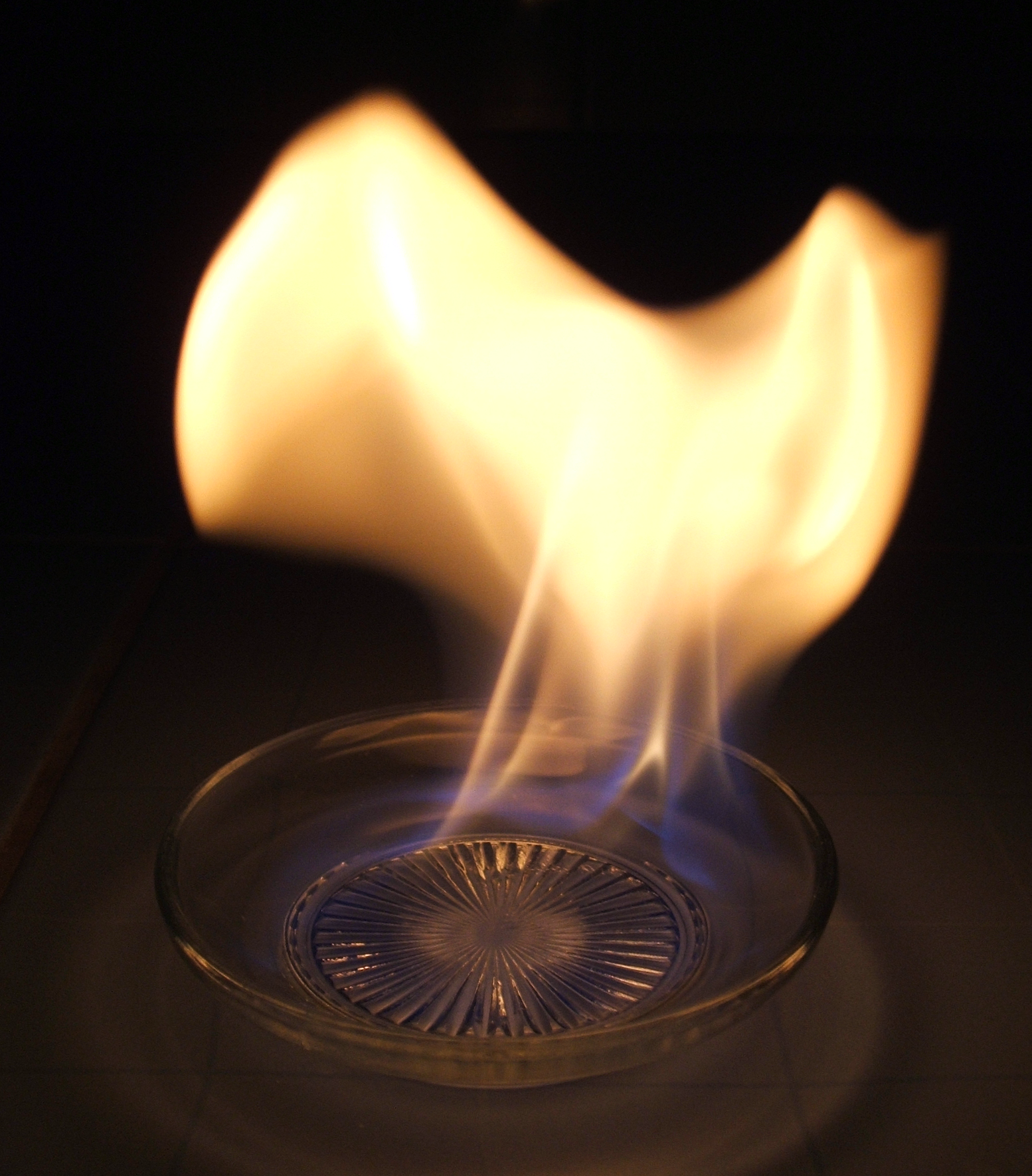
에탄올 불꽃

내연기관의 연료로는 다양한 알코올이 사용된다. 처음 4가지 지방족 알코올(메탄올, 에탄올, 프로판올, 부탄올)은 화학적으로나 생물학적으로 합성이 가능하고 내연기관에 사용할 수 있는 특성을 갖고 있어 연료로 관심을 끌고 있다. 알코올 연료의 일반적인 화학식은 CnH2n+1OH이다.
대부분의 메탄올은 천연가스에서 생산되지만 매우 유사한 화학 공정을 사용하여 바이오매스에서 생산될 수도 있다. 에탄올은 일반적으로 발효 과정을 통해 생물학적 물질로부터 생산된다. 바이오부탄올은 에너지 밀도가 단순한 알코올보다 휘발유에 가깝다는 점(여전히 25% 이상 더 높은 옥탄가를 유지함)에서 연소 엔진에 이점이 있다. 그러나 바이오부탄올은 현재 에탄올이나 메탄올보다 생산하기가 더 어렵다. 생물학적 물질 및 생물학적 공정에서 얻은 경우 이를 바이오알코올(예: "바이오에탄올")이라고 한다. 생물학적으로 생성된 알코올과 화학적으로 생성된 알코올 사이에는 화학적 차이가 없다.
4가지 주요 알코올 연료가 공유하는 한 가지 장점은 높은 옥탄가이다. 이는 연료 효율성을 높이는 경향이 있으며 차량용 알코올 연료(휘발유/가솔린 및 디젤 연료에 비해)의 낮은 에너지 밀도를 크게 상쇄하여 킬로미터당 거리와 같은 부피 측정법 측면에서 비슷한 "연비"를 가져온다. 리터 또는 갤런당 마일이다.

## 같이 보기
- 혐기성 소화
- 에탄올
- 바이오가스
- 뷰탄올
- 바이오 연료
- 에너지 개발
- 에탄올 연료
- 수소경제
- 1-프로판올